# Sint-Jan Baptistkerk (Binderveld)

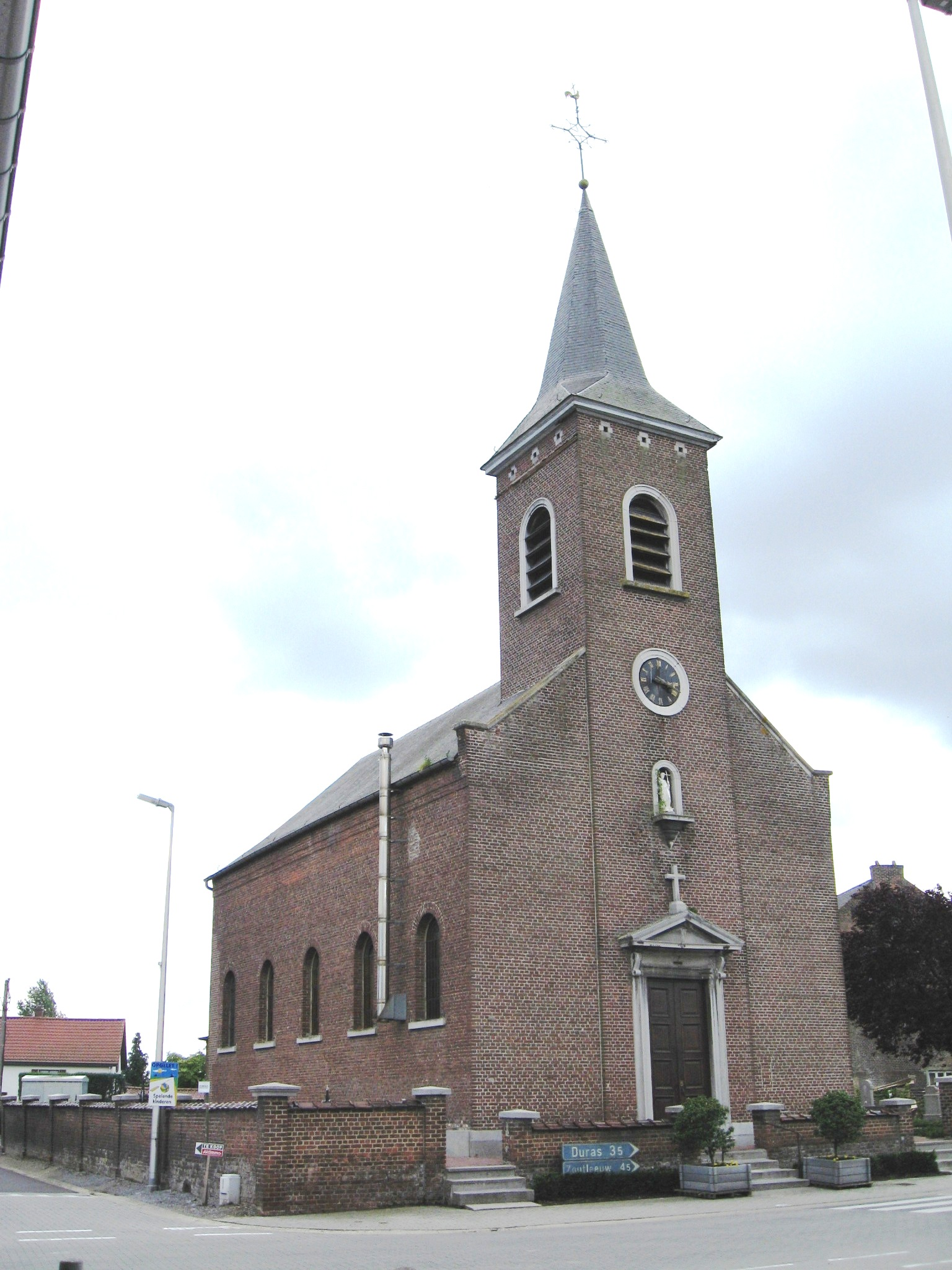
Sint-Jan Baptistkerk

De Sint-Jan Baptistkerk (ook: Sint-Jan de Doperkerk) is de parochiekerk van Binderveld, gelegen aan de Molenstraat 1 aldaar.

## Geschiedenis
Aanvankelijk was er een kapel bij het Kasteel van Binderveld, die afhankelijk was van de parochie van Wilderen. Deze kapel raakte, mede door oorlogshandelingen, in verval. In 1842 werd Binderveld een zelfstandige parochie. Uit dat jaar stamt ook het huidige kerkgebouw.

## Gebouw
Het betreft een bakstenen, eenbeukige, neoclassicistische kerk met ingebouwde, vlakopgaande westtoren. Deze is gedekt door een ingesnoerde naaldspits. Aan de voorzijde bevindt zich het portaal. Dit heeft een hardstenen omlijsting met een fronton daarboven. Daar weer boven bevindt zich een nis met heiligenbeeld, een torenuurwerk en galmgaten. Het koor heeft een halfronde apsis.

## Interieur
Uit de eerste helft van de 18e eeuw stamt een bustereliekhouder van Sint-Apollonia; uit dezelfde tijd stamt een beeld van Sint-Sebastiaan in gepolychromeerd hout, en een beeld van Sint-Jan de Doper. Altaren, biechtstoel en dergelijke zijn 19e-eeuws.